# Ardenay-sur-Mérize
Ardenay-sur-Mérize és un municipi francès situat al departament del Sarthe i a la regió de País del Loira. L'any 2007 tenia 436 habitants.

## Demografia

### Població
El 2007 la població de fet d'Ardenay-sur-Mérize era de 436 persones. Hi havia 162 famílies de les quals 28 eren unipersonals (20 homes vivint sols i 8 dones vivint soles), 51 parelles sense fills, 63 parelles amb fills i 20 famílies monoparentals amb fills.
La població ha evolucionat segons el següent gràfic:
Habitants censats

### Habitatges
El 2007 hi havia 193 habitatges, 162 eren l'habitatge principal de la família, 19 eren segones residències i 12 estaven desocupats. 182 eren cases i 1 era un apartament. Dels 162 habitatges principals, 121 estaven ocupats pels seus propietaris, 37 estaven llogats i ocupats pels llogaters i 4 estaven cedits a títol gratuït; 6 tenien dues cambres, 21 en tenien tres, 43 en tenien quatre i 93 en tenien cinc o més. 129 habitatges disposaven pel capbaix d'una plaça de pàrquing. A 72 habitatges hi havia un automòbil i a 84 n'hi havia dos o més.

### Piràmide de població
La piràmide de població per edats i sexe el 2009 era:
| Homes | Edats   | Dones |
| ----- | ------- | ----- |
| 0     | 95 o +  | 0     |
| 0     | 90 a 94 | 0     |
| 0     | 85 a 89 | 16    |
| 4     | 80 a 84 | 4     |
| 0     | 75 a 79 | 8     |
| 8     | 70 a 74 | 0     |
| 4     | 65 a 69 | 24    |
| 4     | 60 a 64 | 0     |
| 12    | 55 a 59 | 4     |
| 12    | 50 a 54 | 12    |
| 28    | 45 a 49 | 28    |
| 16    | 40 a 44 | 8     |
| 8     | 35 a 39 | 8     |
| 16    | 30 a 34 | 8     |
| 4     | 25 a 29 | 24    |
| 24    | 20 a 24 | 12    |
| 12    | 15 a 19 | 8     |
| 24    | 10 a 14 | 24    |
| 16    | 5 a 9   | 12    |
| 20    | 0 a 4   | 8     |

## Economia
El 2007 la població en edat de treballar era de 278 persones, 217 eren actives i 61 eren inactives. De les 217 persones actives 203 estaven ocupades (116 homes i 87 dones) i 14 estaven aturades (4 homes i 10 dones). De les 61 persones inactives 20 estaven jubilades, 17 estaven estudiant i 24 estaven classificades com a «altres inactius».

### Ingressos
El 2009 a Ardenay-sur-Mérize hi havia 180 unitats fiscals que integraven 469,5 persones, la mediana anual d'ingressos fiscals per persona era de 17.908 €.

### Activitats econòmiques
Dels 14 establiments que hi havia el 2007, 2 eren d'empreses alimentàries, 3 d'empreses de construcció, 2 d'empreses de comerç i reparació d'automòbils, 2 d'empreses de transport, 1 d'una empresa d'hostatgeria i restauració, 2 d'empreses immobiliàries, 1 d'una empresa de serveis i 1 d'una empresa classificada com a «altres activitats de serveis».
Dels 4 establiments de servei als particulars que hi havia el 2009, 2 eren guixaires pintors, 1 fusteria i 1 restaurant.
L'únic establiment comercial que hi havia el 2009 era una botiga d'equipament de la llar.
L'any 2000 a Ardenay-sur-Mérize hi havia 5 explotacions agrícoles.

## Equipaments sanitaris i escolars
El 2009 hi havia una escola elemental integrada dins d'un grup escolar amb les comunes properes formant una escola dispersa.

## Poblacions més properes
El següent diagrama mostra les poblacions més properes.